# 東京都庁舎
東京都庁舎（とうきょうとちょうしゃ、英: Tokyo Metropolitan Government Building）は、東京都新宿区西新宿に所在する東京都庁の庁舎である。第一本庁舎、第二本庁舎、東京都議会議事堂から構成されている。
現在の東京国際フォーラムにあった旧丸の内庁舎については後述する。

## 計画から竣工まで
美濃部亮吉都政下の1970年代、都議会議員と有識者で構成された本庁舎建設審議会は、「本庁舎は、老朽、分散、狭あいの現状にあり、都民サービス、職員の事務能率などの面において好ましくない」という答申に至り、丸の内庁舎を建て替える方針が固まる。ここから都庁を丸の内と新宿のどちらに建設するのかという長い議論が始まる。
巨額の財政赤字をもたらした美濃部に代わって1979年に都知事に就任した鈴木俊一は都の財政の再建を図ると同時に、凍結状態にあった新都庁舎計画を推進する。同年設置されたマイタウン構想懇談会で「シティ・ホール構想」が提起され、新庁舎には単なるオフィス機能だけではなく市民の交流の場を持たせた、自治的かつ文化的なシンボルとする方針が盛り込まれる。
政権2期目の1984年4月にシティ・ホール建設委員会が設けられ、計画の細部が詰められていくが、立地問題については決着がつかず、最後は知事の判断に委ねられることになった。これを受け鈴木は1985年2月、都庁の新宿移転と跡地となる丸の内に東京国際フォーラムを建設することを表明し、9月に都議会で「東京都庁の位置を定める条例」が可決され、新庁舎が新宿に建設されることが正式に決定した。
当時の建設界の大方は、新都庁舎は鈴木の選挙確認団体の会長を2期引き受けていた丹下健三が特命で設計するであろうと本人でさえが予想したが、新宿移転に反対する都議に知事が配慮する形で公正な指名コンペに方針転換される。1985年11月に丹下の師である前川國男や弟子の磯崎新の設計事務所を含む9社が指名され、108日後の締切の後に1ヶ月かけて審査が行われた。磯崎の案は道路上に建ぺい率オーバーの中層建築を構築することから条例改正が必須であり、他はそれまでの超高層オフィスビル群の延長で象徴性に欠けていたことから、最終的に丹下の記念碑的な設計案が選ばれた。
自身の代表作である丸の内庁舎に続いて新都庁舎も自らの手で手掛けたいという丹下の熱意は尋常なものではなく、コンペの数年前から情報を収集して構想を練り続けた執念の成果であった。オイルショック後は主軸を海外に移していた丹下にとって、本作は日本への本格的なカムバックを意味し、同時にキャリアの集大成となった。
建築基準法を遵守するよう指導してきた都が新庁舎建設の為に容積率や高さ制限といった法的制約を改正することは道義上回避されたが、369,000m²という東京ドーム8個分にも及ぶ要求面積を満たすため、結果的に第一本庁舎・第二本庁舎・都議会議事堂の3棟に分棟されることになった。1988年3月着工、1990年12月完成。工期は僅か33ヶ月半だった。費やされた総事業費は3棟合計で1457億円。翌1991年3月に落成式が執り行われ、4月より業務を開始した。

## 構造と意匠
高さ約240メートル、幅110メートルというエレベーションの圧迫感を和らげるために上部を八芒星型の双塔とし、タワーの四隅に非常階段やダクトなどの収まるシャフトを配した平面図を立ち上げた結果、パリのノートルダム大聖堂に近似したプロポーションとなった。更に4つのシャフトを巨大な4本柱のスーパーストラクチャーへ発展させ、自由で連続的なフロアの獲得に成功している。第一本庁舎のデザインとは対照的に、議事堂前の円形広場はバチカンのサン・ピエトロ広場から直接インスピレーションを得ている。
ファサードは当初ゴシック建築のベイ・ウィンドウのような縦長窓を採用したデザインが検討されたが、その完成度は容易に満足のいくものにならず難航する。コンペの締切が迫る中、一度は決定したデザインを練り直すため、丹下事務所チーフの中村弘道のもと豊福藝也と堀越英嗣が日本的なイメージを求めて事務所の蔵書を当たったところ、アメリカ人のノーマン・F・カーヴァ・Jrが50年代に著した「日本建築の形と空間」に辿り着く。訳者の浜口隆一は丹下の大学時代以来の親友であり、前川國男事務所時代は同僚でもあった。文中で転載・白黒反転されていた大阪の古民家・吉村家住宅の格子状の天井見上げ図にアール・デコ建築の傑作クライスラー・ビルディングに通じるパターンを見い出し、それをコピーしたものを徹夜で模型に貼り付け、翌朝丹下のゴーサインを得ることに成功。後に丹下は江戸の町屋の虫籠窓やICチップなどの集積回路を表現したと語るようになるが、元は大坂の役の兵火を被った直後に再建されたと考えられている豪農の屋敷の天井にあった。
奇しくも吉村家住宅の所在する旧河内国丹比郡の羽曳野市は、中世に近江源氏の丹下氏の本拠があった土地で一族のルーツであり、域内には旧丹下郷や丹下城跡の河内大塚山古墳などが点在する。代官格の大庄屋を務めた吉村氏も天正期に城を降りて帰農し、吉村姓に改めるまでは丹下城の主であった。応仁の乱の頃に河内から伊予国へ渡った丹下氏の一部は、江戸期に藩士として今治藩に仕えた。丹下健三はその11代目に当たり、遠祖を辿ると丹下城主に繋がるという。

## 施設
第一本庁舎は高さ243 mで、完工時にサンシャイン60を抜き、日本一の高さを誇った。その後、日本一の座を横浜ランドマークタワー（1993年完工、296m）に、東京一の座を赤坂 (東京都港区)のミッドタウン・タワー（2007年完工、248m）に譲った。都道府県庁舎としては、大阪府咲洲庁舎（1995年竣工、256m）に次ぐ高さを誇る。着工から完工当時の東京都知事は鈴木俊一。バブル景気の最中に計画された当時日本一の超高層ビルであり、「バベルの塔」をもじって「バブルの塔」、また投入された税金から「タックス・タワー」と揶揄されることもあるが、反面、東京の観光名所の一つとして、展望室に訪れる人が絶えない。夜間はライトアップされる。
展望室は、第一本庁舎45階（地上202m）にあり、「南展望室」と「北展望室」に分かれている。両展望室へはそれぞれ1階から直通エレベーターがあり55秒で到着する（出口は2階または1階）。入室料はいずれも無料だが、開室時間・休室日は異なる。バーや喫茶店や土産店も併設されている。この建物は地上48階まであるが43・44・46〜48階は機械室となっており一般利用者の立ち入りはできない（ただし44階のトイレは利用可能）。
第一本庁舎32階および、第二本庁舎4階には外部委託業者（東京ケータリング、西洋フードシステムズ）2社による職員食堂があり、来庁者は誰でもセルフ方式で利用できる。ただし施設の性質上、営業は平日の8:00～17:00（ランチメニューは11:30～14:00のみで、それ以外はカフェメニューのみ）のみである。後述の通り都庁関係者以外は入館手続きが必要だが、眺めがよく、値段も手ごろなので人気度は高い。また、第一本庁舎32階と第二本庁舎4階にはウエルシア薬局が出店しており、第一類医薬品を含む医薬品の販売を行っている（ウエルシア薬局のホームページから検索が可能で、ウエルシア各店で利用可能なTポイントや各種電子マネーにも対応している）。
たとえ1階にいなくても自分のいる階からエレベーターで16・24・25階に上がれば（第二本庁舎は10・17・25階に降りれば4階）32階へのエレベータに乗り継げる（なお第一本庁舎は24階は非常時以外は中低層C•Fバンクのみ停止する。地下駐車場へは1階で専用エレベーターを利用する必要がある。また45階展望台へは1階へ戻り、展望室専用エレベーターに乗り換えなければならない）。
竣工当時、第一本庁舎に、指定金融機関である旧富士銀行が本店東京都庁出張所（5F）、第二本庁舎には、東京都交通局の出納取扱金融機関などを担当している富士銀行本店東京都庁第二本庁舎出張所、旧第一勧業銀行本店第二本庁舎出張所、旧三菱銀行本店東京都庁第二本庁舎出張所（いずれも5F）が設置されていたが、現在は、
- みずほ銀行東京中央支店東京都庁出張所（第一本庁舎1F、店番号777）
- みずほ銀行東京営業部東京都庁公営企業出張所（第二本庁舎1F、店番号001）
- 三菱UFJ銀行本店東京都庁第二本庁舎出張所（第二本庁舎1F、店番号099）

に集約されている。上記の3店舗は窓口・ATMとも東京都庁と無関係な一般客でも利用可能であるが、三菱UFJ銀行本店東京都庁第二本庁舎出張所は企業内店舗の扱いとなっているため、三菱UFJ銀行の店舗案内では一切公表されていない。その他、第一本庁舎内に東京都庁郵便局（第一本庁舎1F）、およびその他の各金融機関の店舗外ATMなどが設置されている。

## エレベーター
第一本庁舎のエレベーターは北側21基が三菱電機製、南側21基が日立製、地下駐車場用2基は東芝（開業当時は三菱）製である。また、第二本庁舎のエレベーターは北側13基と地下駐車場用2基は東芝（後者の開業当時はフジテック）製、南側16基（非常用も含む）は三菱電機製、非常用残り2基はフジテック製である。さらに、屋外にあるエレベーターも東芝（開業当時は日本エレベーター製造）製である。なお、第一本庁舎24階は非常時以外中低層用しか停止しない。全42基（第二本庁舎は33基）のエレベーターおよびエスカレーターは2012年度から順次リニューアル工事が行われ、2014年3月中に全て完了した。
- 第一本庁舎（）内は通常不停止階設定階。大会議場開催時のみ5階にも停車。
  - 北低層用Cバンク（三菱電機製、16階止まり・車椅子対応機は3号機）
    - （1号機）：B1 - 15・16・(24 - 25・31 - 32)
    - （2号機）：1 - 15・16・(24 - 25・31)
    - （3・4号機）：1 - 15・16・(24 - 25・31 - 32)

  - 北中低層用Dバンク（三菱電機製、25階止まり・車椅子対応機は7号機）
    - （5・7 - 8号機）：1 - 3・5・16 - 23・24・25・(32)
    - （6号機）：B1 - 3・5・16 - 23・24・25・(32)

  - 北中高層用Bバンク（三菱電機製・車椅子対応機は9号機）
    - （9 - 10号機）：1 - 3・5・16・(24)・25 - 31・32
    - （11号機）：B1 - 3・5・16・(24)・25 - 31・32
    - （12号機）：1 - 3・5・16・(24)・25 - 31

  - 北高層用Aバンク（三菱電機製・車椅子対応機は13号機）
    - （13 - 15号機）：1 - 3・5・16・(24) - 25・32 - 42
    - （16号機）：B1 - 3・5・16・(24) - 25・32 - 42

  - 南低層用Fバンク（日立製、16階止まり・車椅子対応機は19号機）
    - （17号機）：B1 - 15・16・(24 - 25・31 - 32)
    - （18号機）：1 - 15・16・(24 - 25・31)
    - （19 - 20号機）：1 - 15・16・(24 - 25・31 - 32)

  - 南中低層用Eバンク（日立製、25階止まり・車椅子対応機は23号機）
    - （21・23 - 24号機）：1 - 3・5・16 - 23・24・25・(32)
    - （22号機）：B1 - 3・5・16 - 23・24・25・(32)

  - 南中高層用Gバンク（日立製・車椅子対応機は25号機）
    - （25 - 26号機）：1 - 3・5・16・(24)・25 - 31・32
    - （27号機）：B1 - 3・5・16・(24)・25 - 31・32
    - （28号機）：1 - 3・5・16・(24)・25 - 31

  - 南高層用Hバンク（日立製・車椅子対応機は29号機）
    - （29 - 31号機）：1 - 3・5・16・(24) - 25・32 - 42
    - （32号機）：B1 - 3・5・16・(24) - 25・32 - 42

  - 北展望室用バンク（三菱電機製・車椅子対応機は34号機）
    - （33・34号機）：1 - 2・(44) - 45

  - 南展望室用バンク（日立製・車椅子対応機は35号機）
    - （35・36号機）：(B1)・1 - 2・(3・5 - 7・9・42・44) - 45

  - 地下駐車場用（開業当時は三菱電機製で、車椅子対応機が38号機のみだったが、現在はリニューアルにより東芝製となっており、37号機もまた車椅子対応機になった）
    - （37・38号機）：B3 - 1

  - 非常用（39号機が北側青梅街道・中央線快速・中央・総武緩行線・西武新宿線寄りの三菱製であり、40号機が南側甲州街道・首都高速4号新宿線・京王線・小田急小田原線寄りの日立製）
    - （39・40号機）：B3 - 32・U32・33 - 45

  - 北保守用（三菱電機製、一般客は利用できない）
    - （41号機）：44・46 - 48

  - 南ヘリポート用（日立製、一般客は利用できない）
    - （42号機）：44・46 - 48

- 第二本庁舎
  - 北低層用Cバンク（東芝製・車椅子対応機は3号機）
    - （1号機）：B1 - 10
    - （2 - 4号機）：1 - 10

  - 北中低層用Bバンク（東芝製・車椅子対応機は7号機）
    - （5・7 - 8号機）：1 - 4・10 - 16・17
    - （6号機）：B1 - 4・10 - 16・17

  - 北中高層用Aバンク（東芝製・車椅子対応機は9号機）
    - （9 - 13号機）：1 - 4・10・17 - 24・25

  - 南低層用Dバンク（三菱電機製・車椅子対応機は16号機）
    - （14号機）：B1 - 10
    - （15 - 17号機）：1 - 10

  - 南中低層用Eバンク（三菱電機製・車椅子対応機は20号機）
    - （18・20 - 21号機）：1 - 4・10 - 16・17
    - （19号機）：B1 - 4・10 - 16・17

  - 南高層用Gバンク（三菱電機製・車椅子対応機は22号機）
    - （22 - 24号機）：1 - 4・10・17 - 25 - 33
    - （25号機）：B1 - 4・10・17 - 25 - 33

  - 南中高層用Fバンク（三菱電機製、リニューアルにより26 - 28号機まで3基すべてが車椅子対応機に）
    - （26 - 28号機）：1 - 4・10・17 - 25 - 30

  - 地下駐車場用（開業当時はフジテック製で、車椅子対応機が30号機のみだったが、現在はリニューアルにより東芝製となっており、29号機も車椅子対応機になった）
    - （29・30号機）：B3 - 1

  - 非常用（31号機が北側青梅街道・中央線快速・中央・総武緩行線・西武新宿線寄りのフジテック製であり、32 - 33号機が南側甲州街道・首都高速4号新宿線・京王線・小田急小田原線寄りに位置しており、そのうち32号機が三菱製で、33号機がフジテック製）
    - （31号機）：B3 - 4・U4・5 - 23
    - （32号機）：B3 - 4・U4・5 - 33
    - （33号機）：B3 - 33

## ギャラリー

### 庁舎

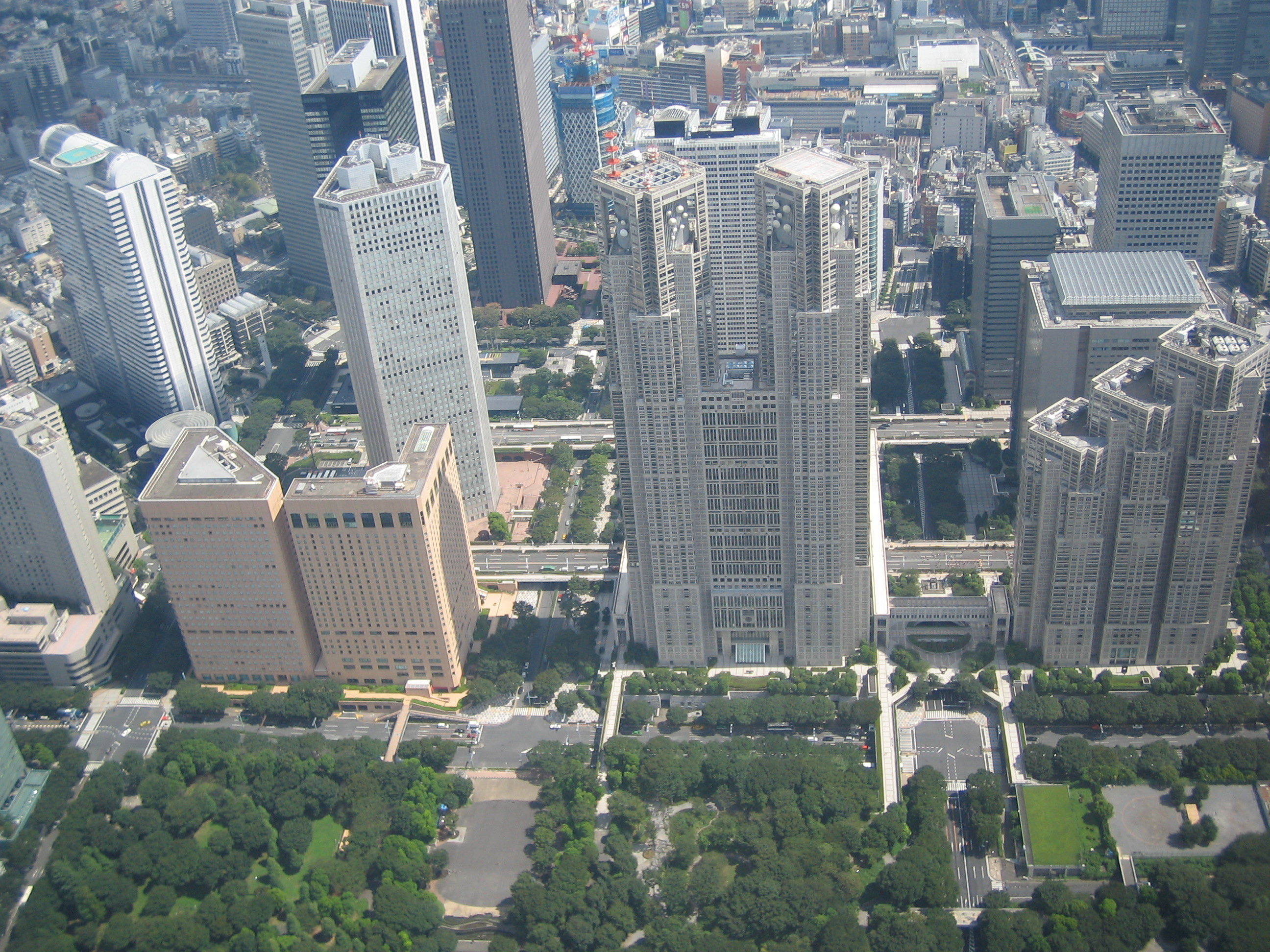
東京都庁および周辺地域の空撮。画面中央が第一本庁舎、右端が第二本庁舎。
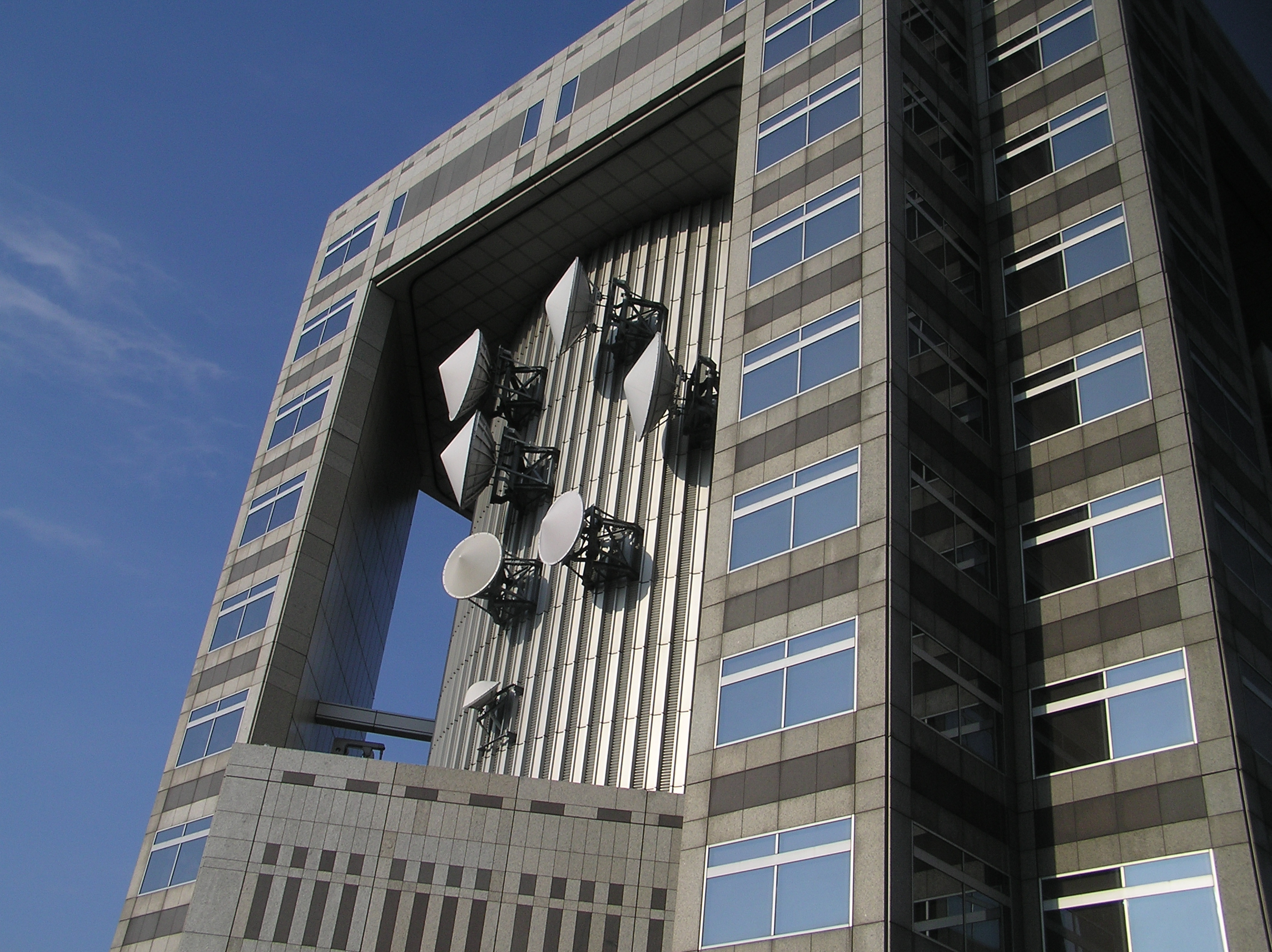
第一本庁舎上部左側 東京都防災行政無線パラボラアンテナ群
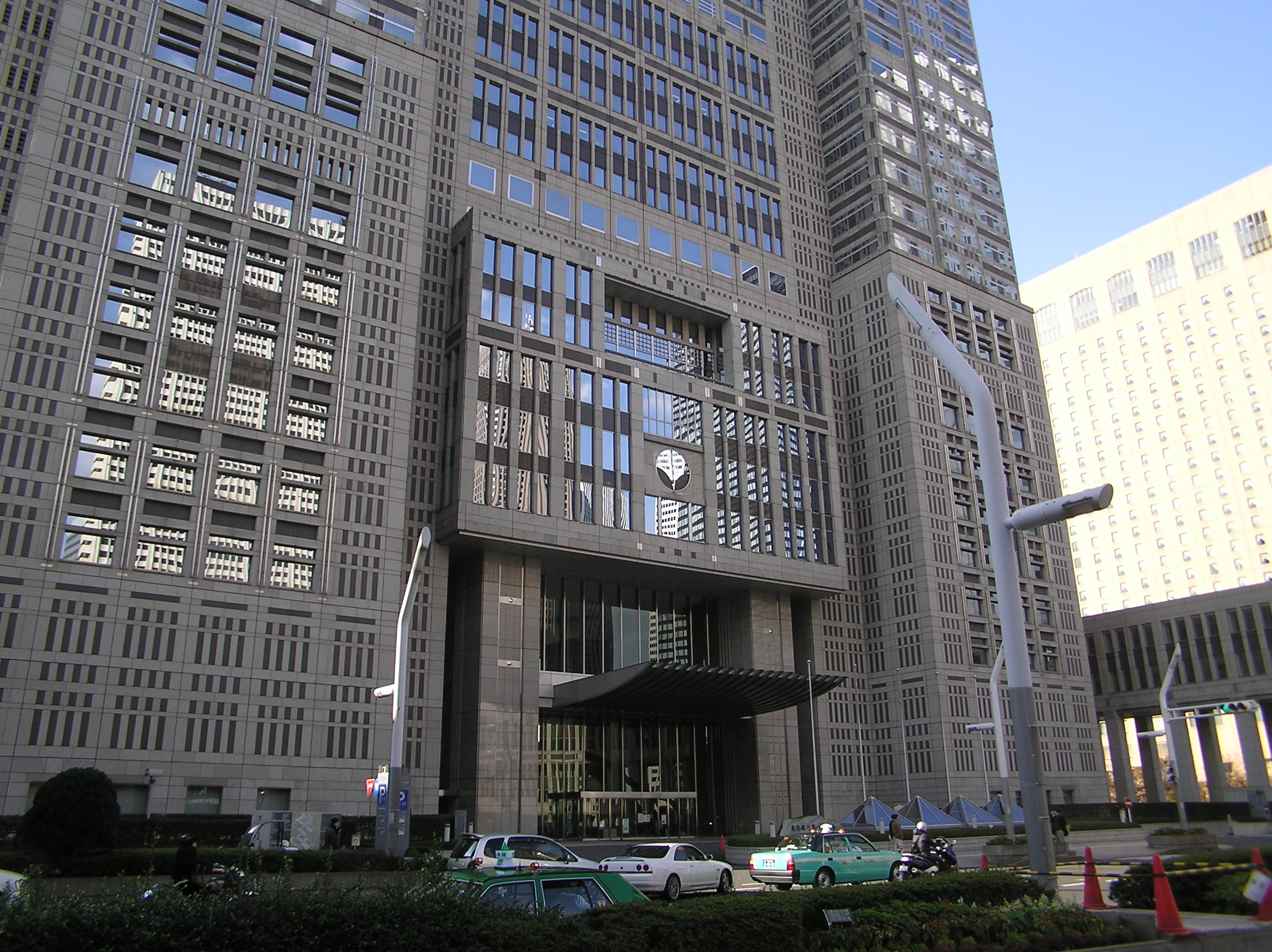
第一本庁舎正面
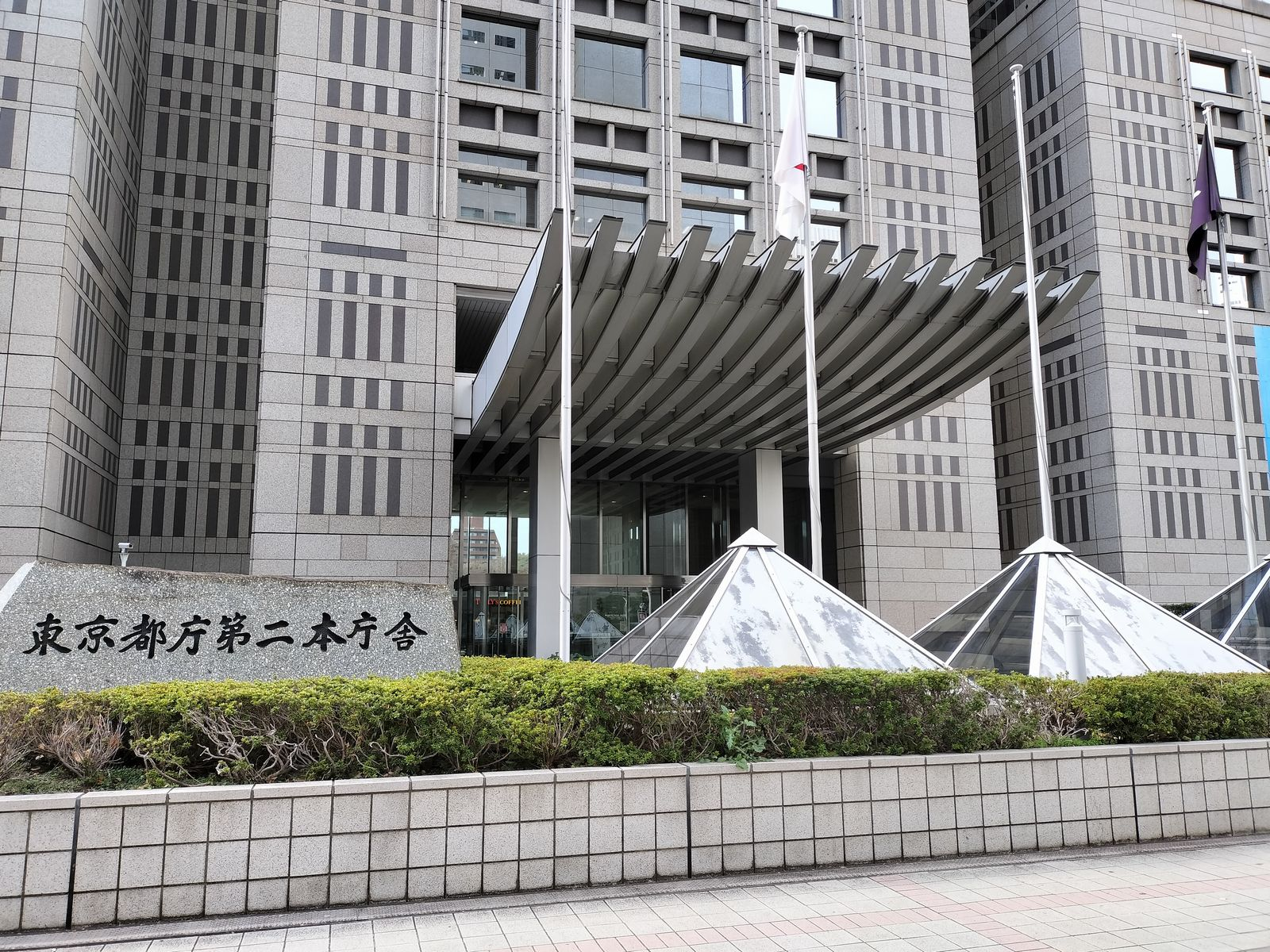
第二本庁舎正面
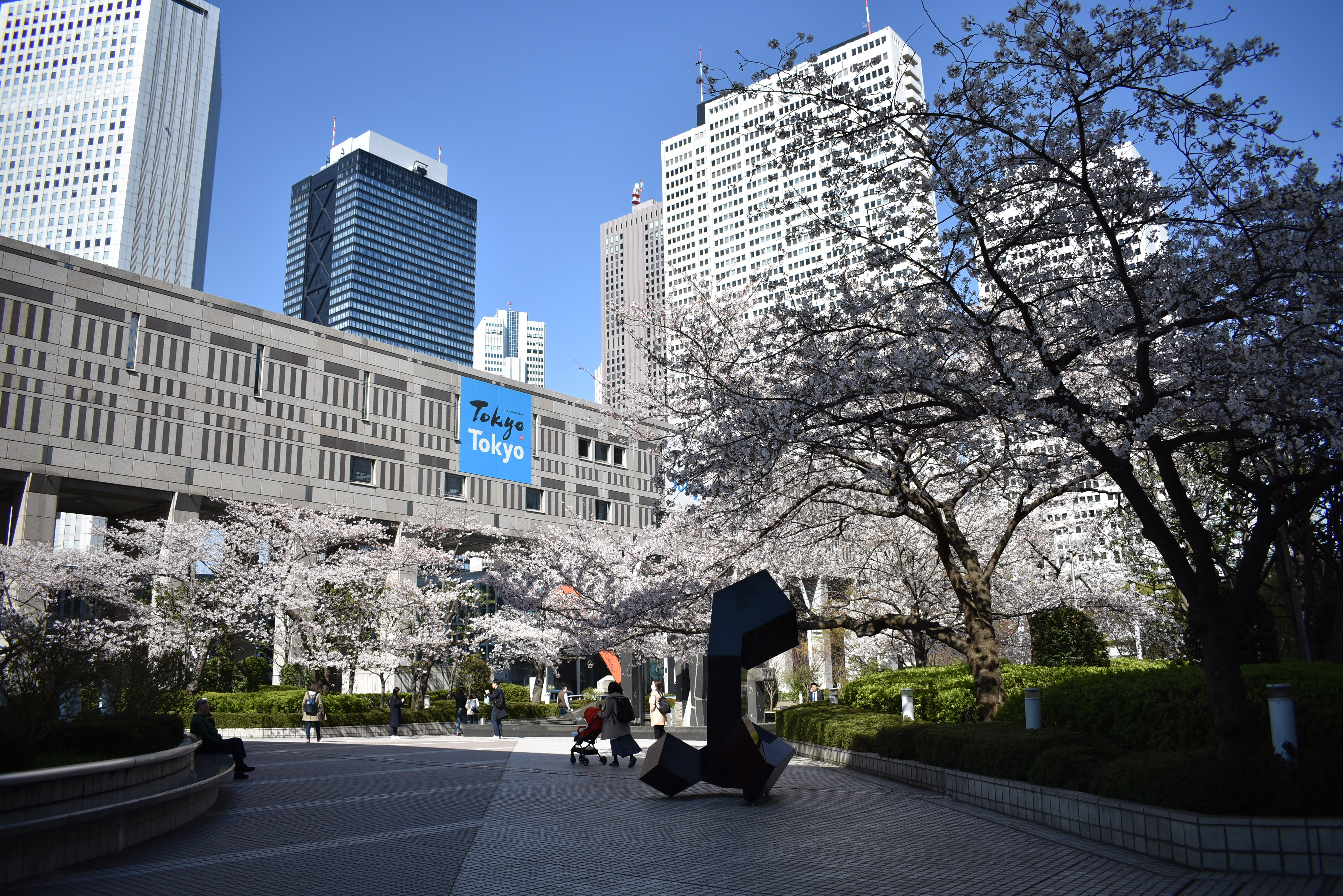
桜が満開の都民広場
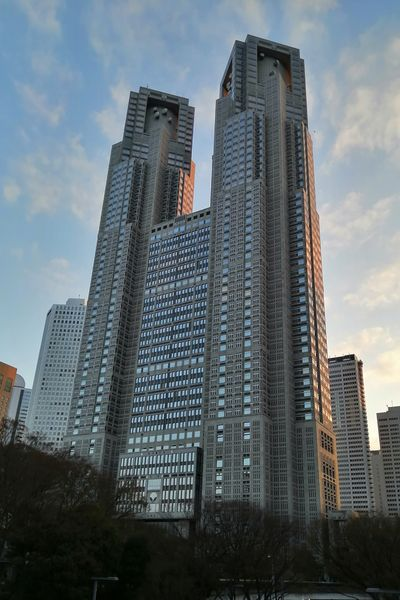
第一本庁舎を新宿中央公園より望む
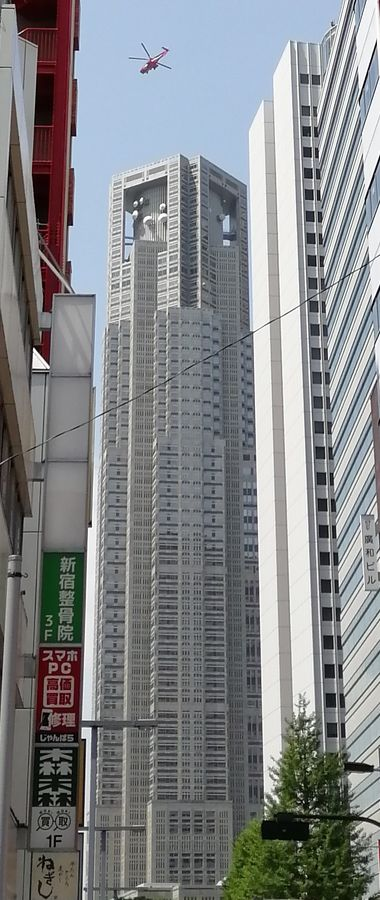
南側屋上ヘリポートに近づく消防ヘリ（2023年4月20日）
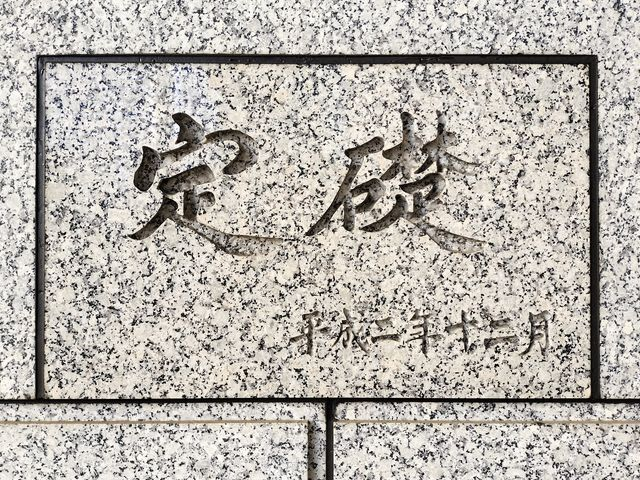
都議会議事堂の定礎には「平成二年十二月」（1990年12月）と記載

### 庁舎内

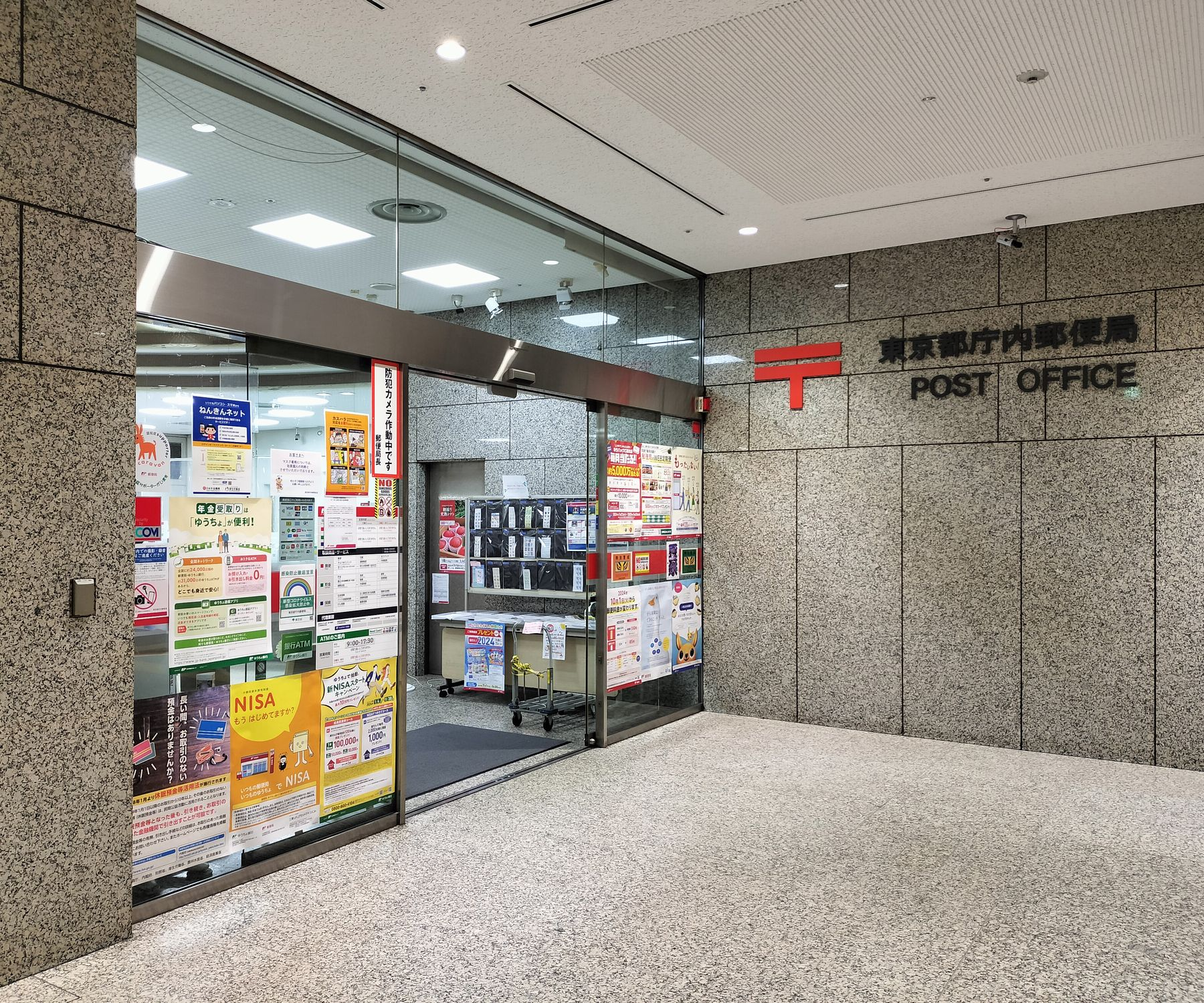
東京都庁内郵便局（第一本庁舎）
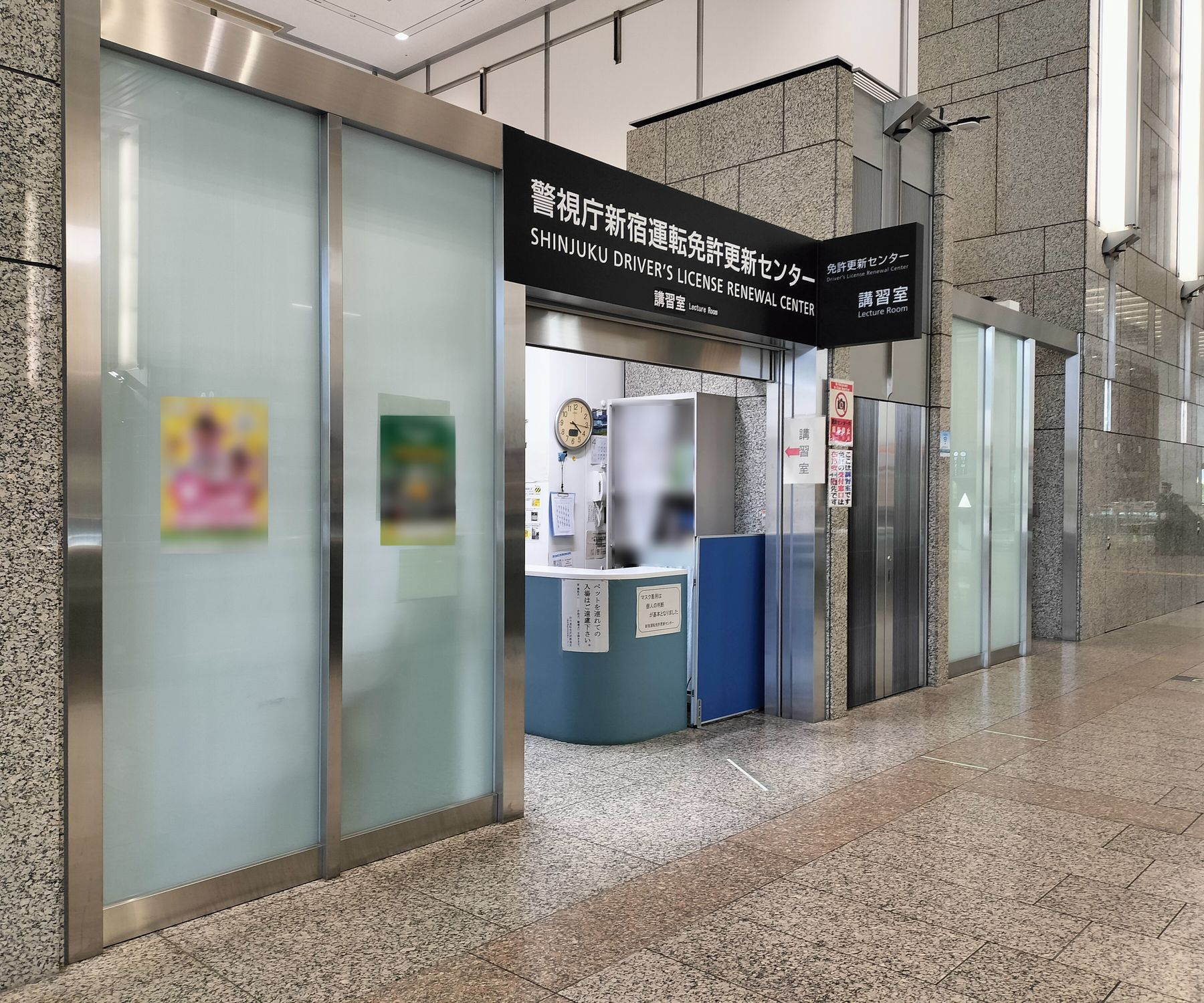
新宿運転免許更新センター（第二本庁舎）
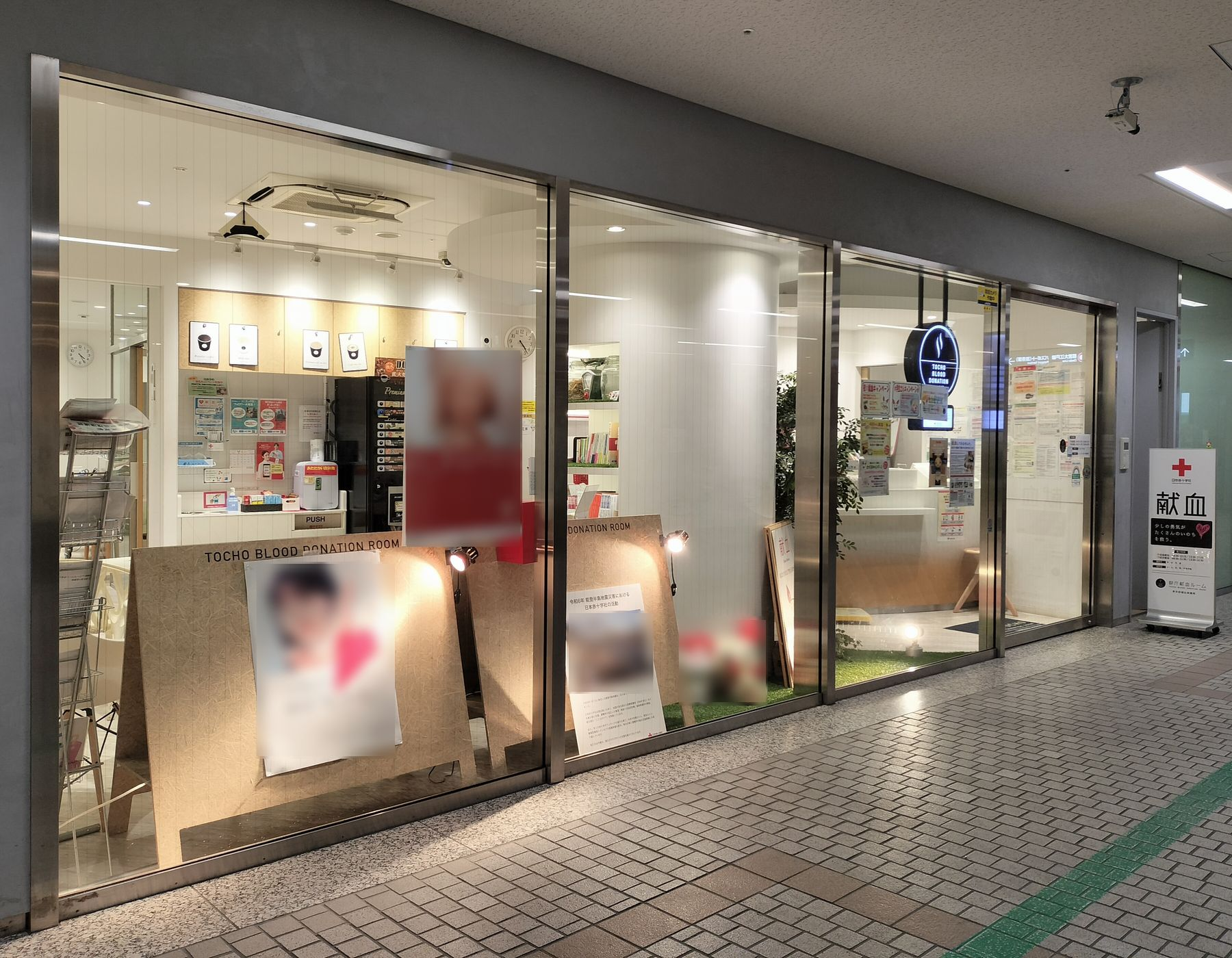
都庁献血ルーム（都議会議事堂）
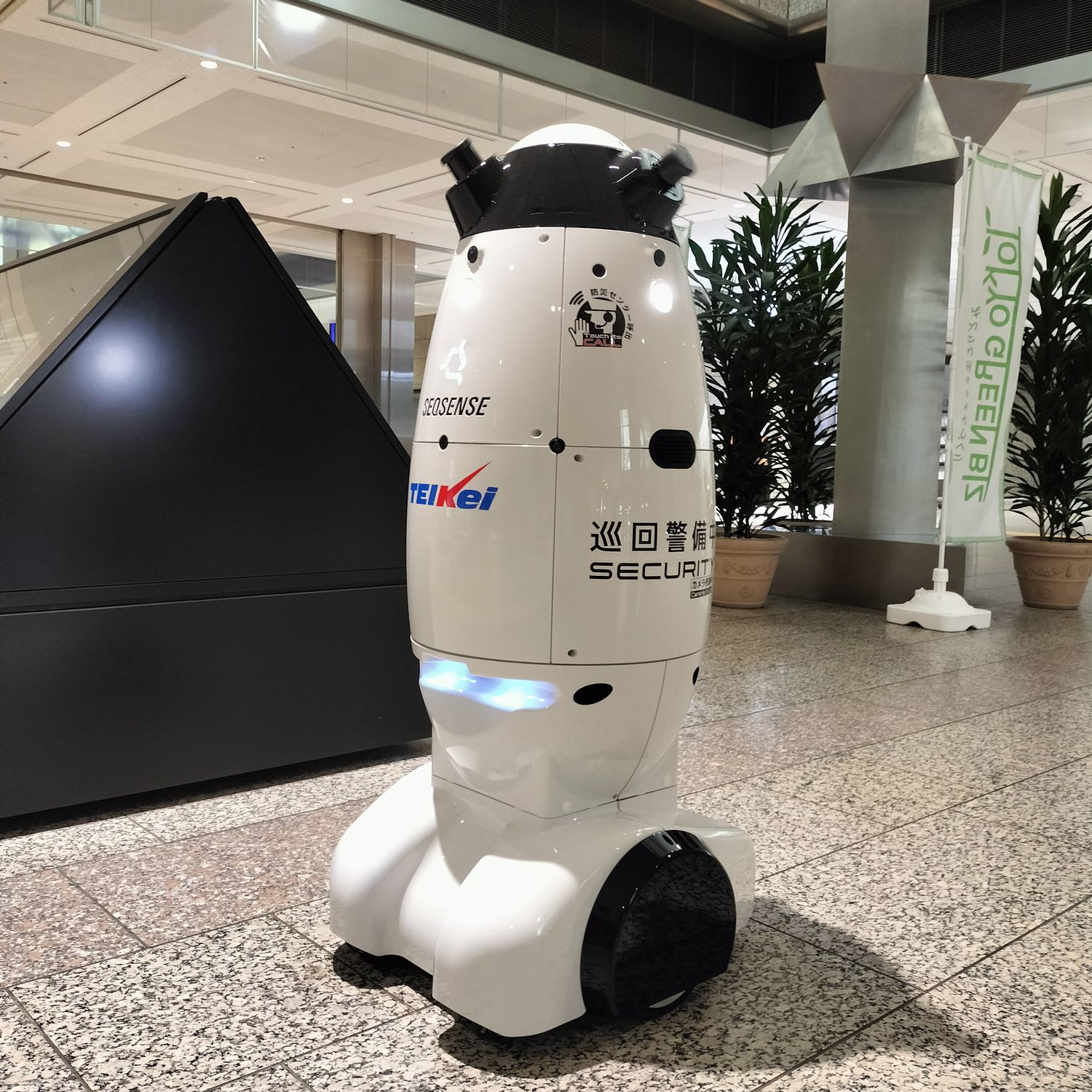
第二本庁舎1Fを巡回する警備ロボット

### 周辺

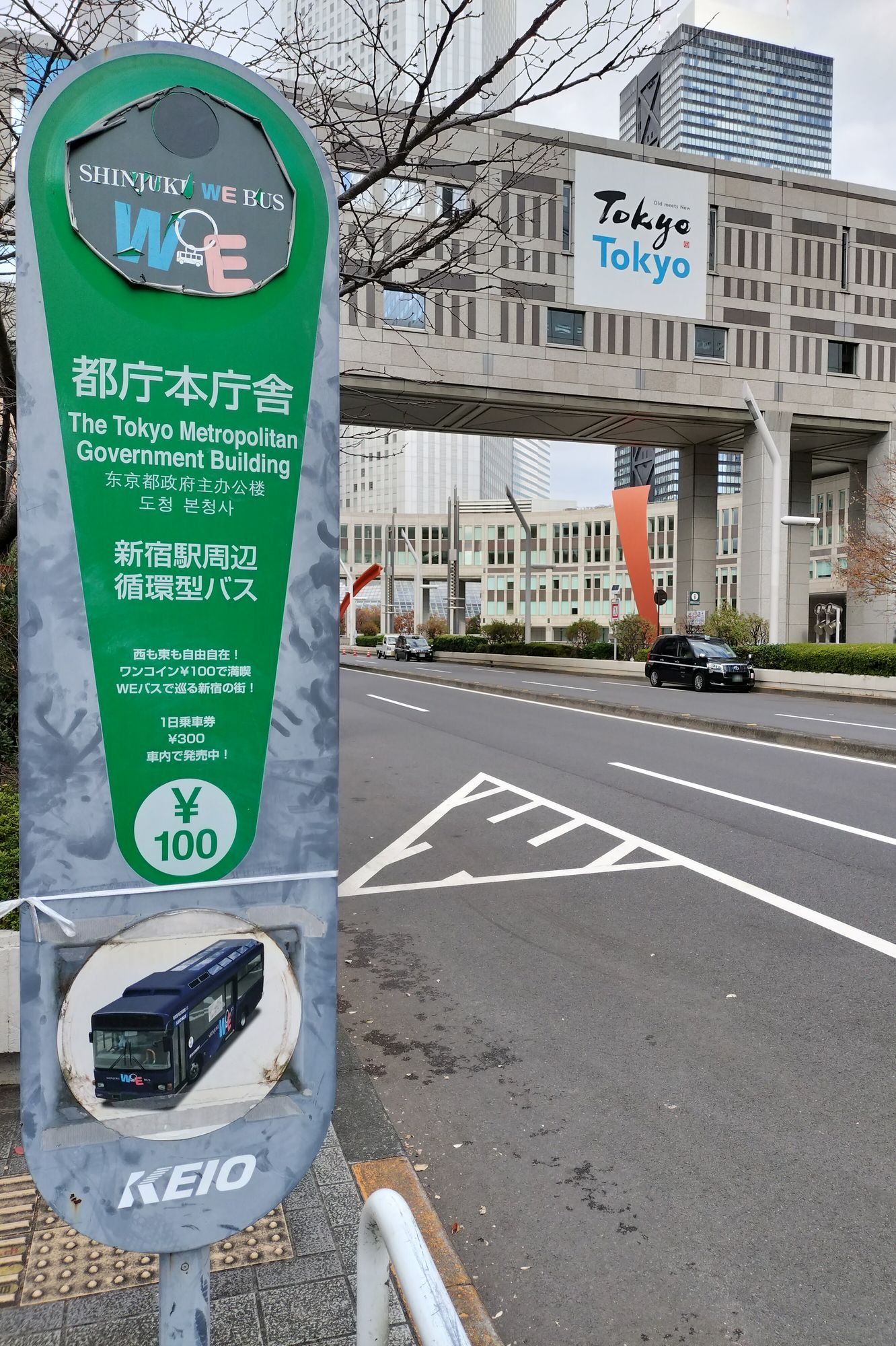
都庁本庁舎バス停

### ライトアップ

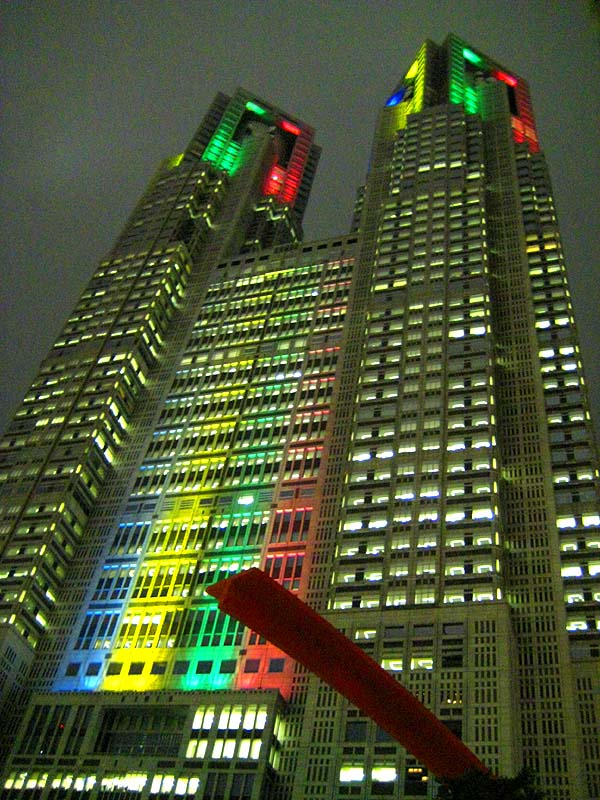
五輪招致の青黄緑赤（2007年11月）
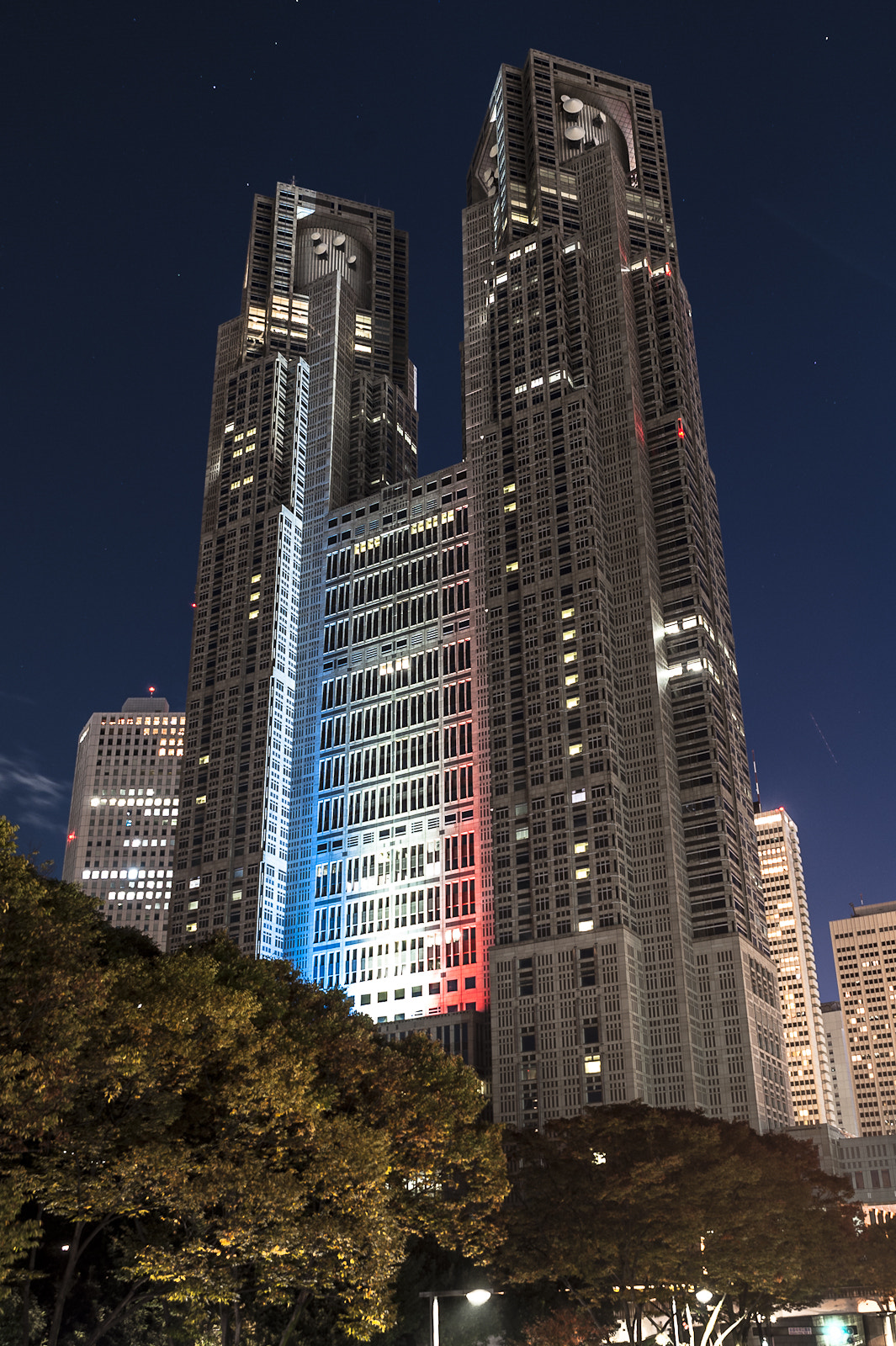
フランス国旗の青、白、赤（2015年11月）
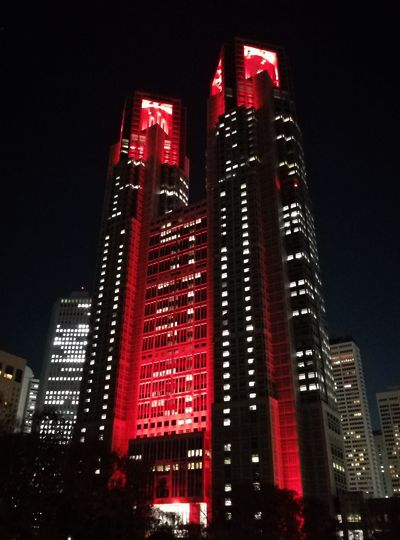
コロナ禍での警戒を呼びかける赤色（2021年2月3日）
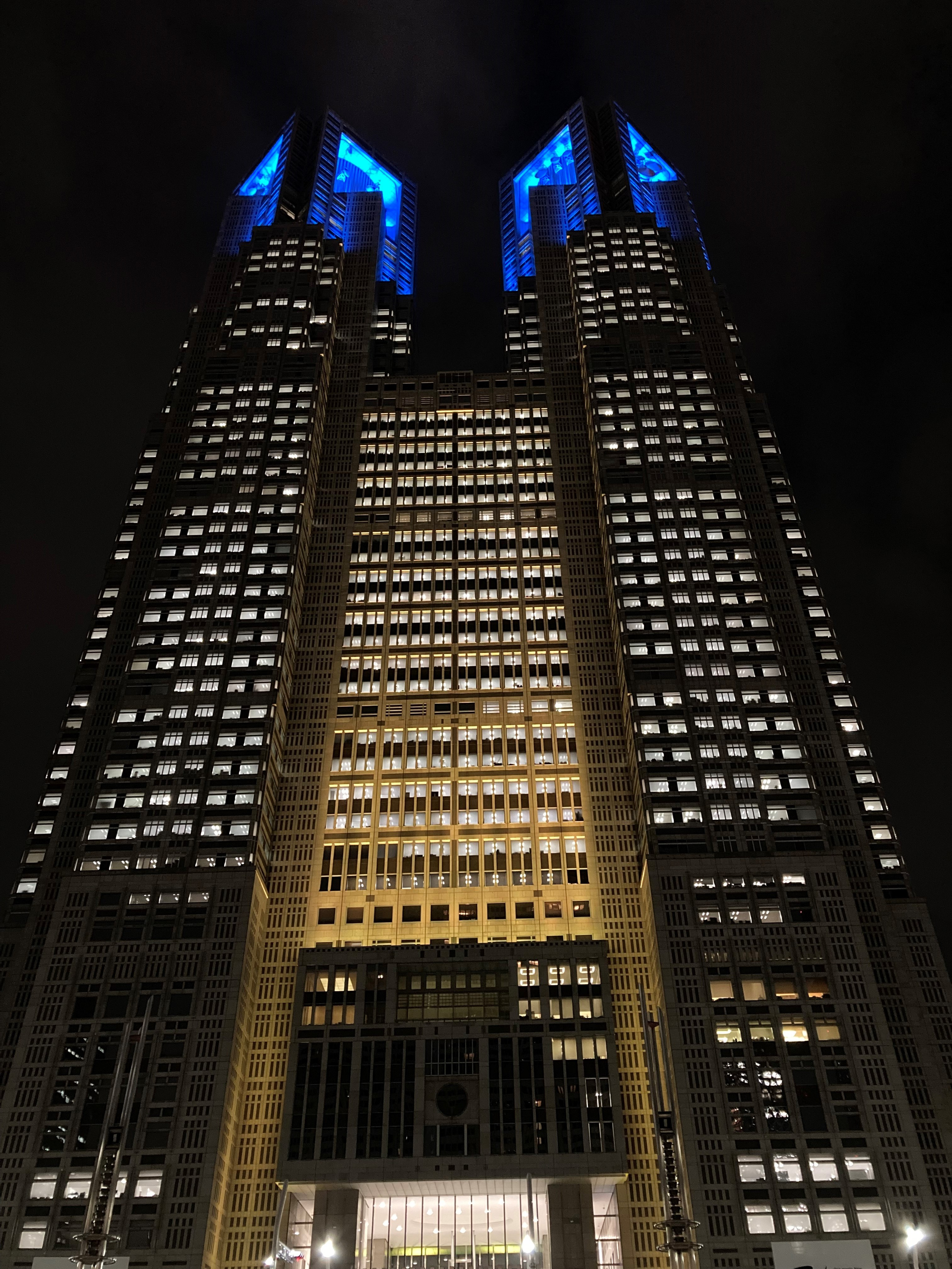
ウクライナ国旗の青と黄（2022年3月2日）
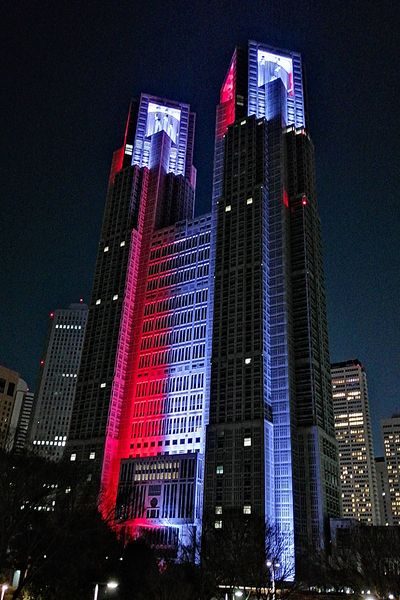
赤紫と青紫の2色（2023年2月4日）
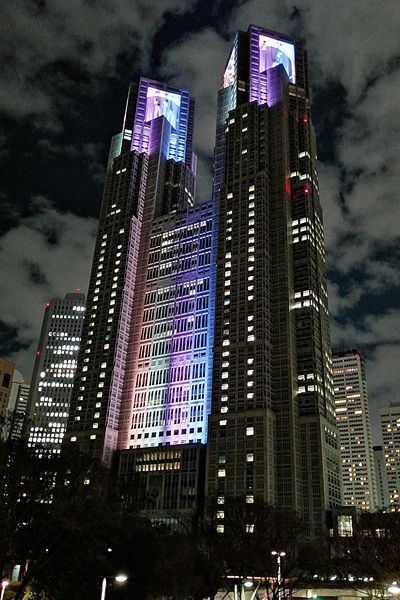
橙、黄緑、紫、青の4色（2023年3月13日）
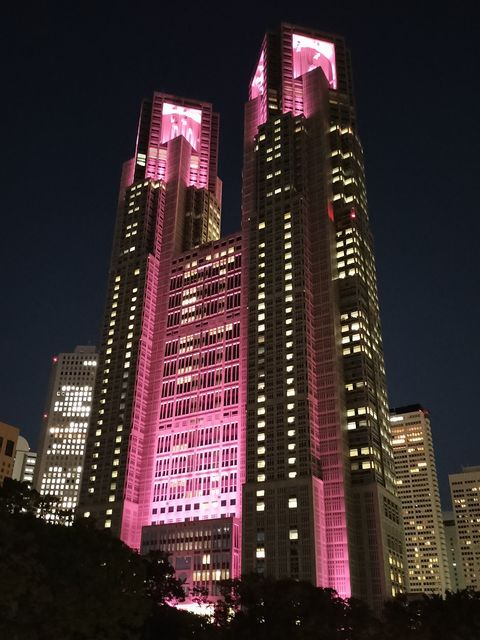
ピンクリボン運動の桃色（2023年10月5日）
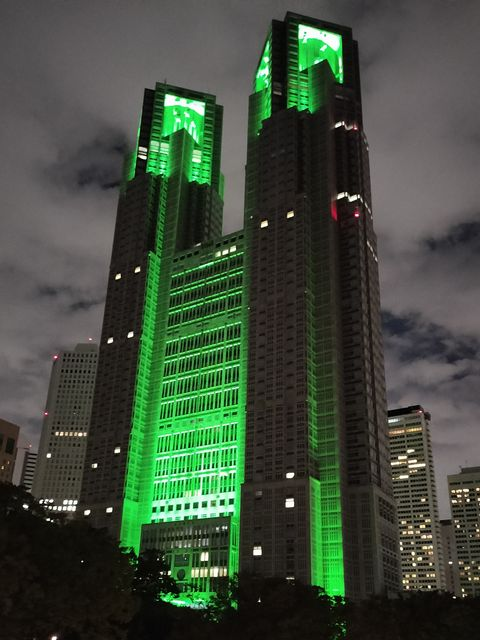
都立公園150周年の緑色（2023年10月21日）
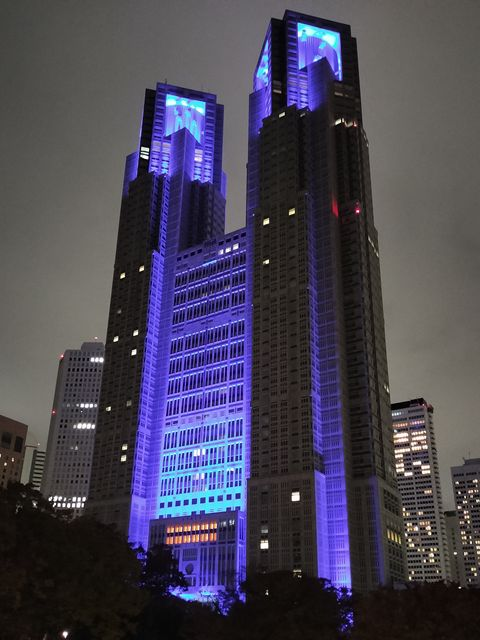
世界糖尿病デーの青色（2023年11月11日）
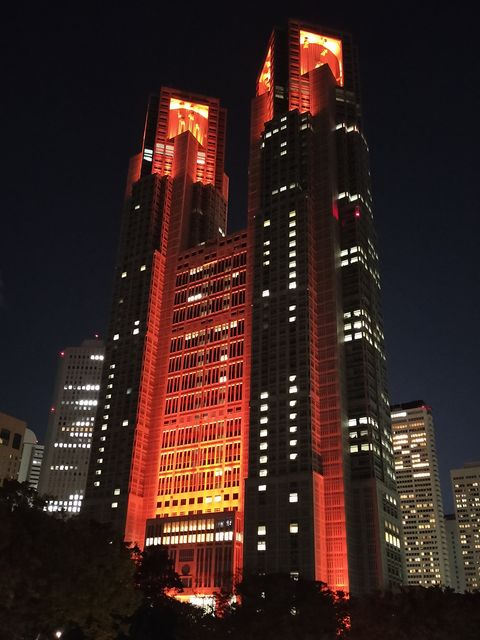
オレンジリボン運動の橙色（2023年11月15日）
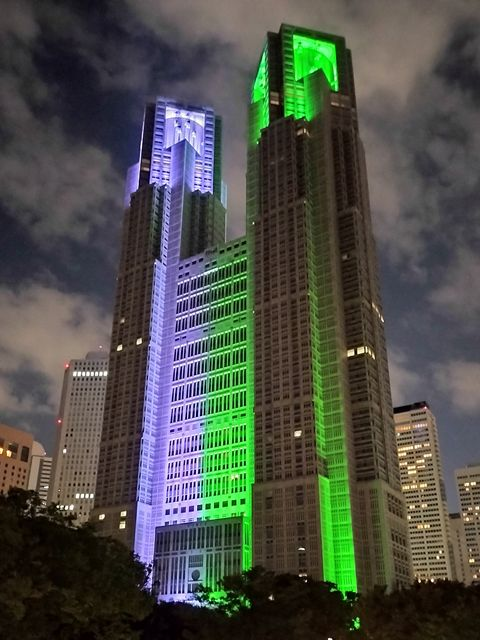
シルバーリボン運動のシルバー（実際は青紫）と世界メンタルヘルスデーの緑（2024年10月14日）

## 交通機関
- 所在地：東京都新宿区西新宿2-8-1
- 最寄駅： 都営大江戸線 都庁前駅（駅番号E-28）下車。
  - なお、新宿駅西口よりシャトルバス（CH01系統：東京都交通局運行）の便もある

## その他

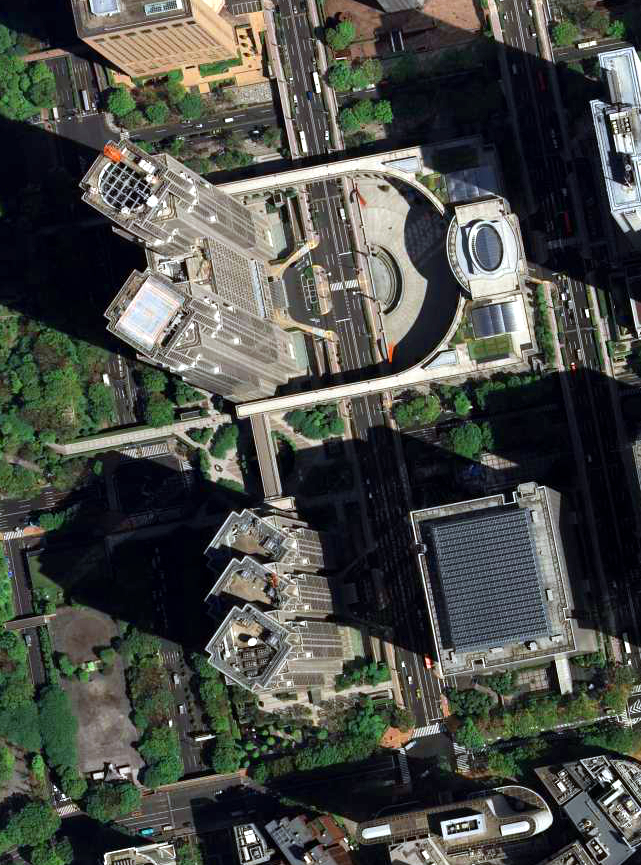
東京都第一本庁舎（左上）、東京都第二本庁舎（左下）、東京都議会議事堂（右上）の航空写真（2009年4月27日撮影）

2006年2月、建設からわずか16年にして、雨漏りがひどく、その補修に1000億円近くかかることが記事にされる。特別にデザインして作られており、既存の補修方法では対応が難しいのが、補修費用の高騰に拍車を乗けているとのこと。
またオフィスは、1991年の新築以来、殆どリフォームされていなった為、前述の雨漏りの他電気設備等各種内装設備の老朽化が著しかった。新築以来、職員の身分証明や出勤怠記録、電子キーとして使用されて来た「東京都カードシステム」も、カードゲートのテンキー装置の不具合や、磁気ストライプカードのセキュリティ問題から、2006年（平成18年）4月に、新型の非接触型ICカードシステムに更新された。
2011年（平成23年）3月11日に発生した東日本大震災では、ビルの外壁にヒビが入るなどの被害が出た。
東京都は2012年（平成26年度）より第一本庁舎・第二本庁舎・都議会議事堂の段階的なリニューアル工事に着手しLED照明の導入・空調設備・給排水衛生設備の更新・制振装置等の導入工事を行っている。都議会議事堂の改修工事は2017年（平成29年）に完了したが第二本庁舎は2020年（令和2年）9月・第一本庁舎は2023年（令和5年）2月に完了を予定している。総事業費は762億円とされている。
なお、2015年（平成27年）10月5日から、本庁各庁舎（先述の第一本庁舎展望室を除く）の3階以上をエレベーターを使用して来庁する場合、氏名と訪問先を書いた受付票と引換に「一時通行証」を貰ってから入庁することになっている。なお、2018年（平成30年）2月8日までは各エレベーター入口前で警備員が確認して対応し、翌9日以降はオフィスビルの入口などにもある機械式の入館ゲートを通って訪問先へ来庁することになる。
2015年（平成27年）11月15日、パリ同時多発テロ事件への哀悼として『トリコロールの3色』に3日間ライトアップした。
2020年（令和2年）から2024年（令和6年）は新型コロナウイルス感染症の流行のため、展望室の利用に制限がかかった。感染拡大防止のため頻繁に休室措置が取られたほか、2021年（令和3年）6月からは2つの展望室の片方または両方が新型コロナウイルスワクチンの大規模接種会場として利用されることも増えた。南展望室は2022年9月1日より、北展望室は2024年5月8日より展望室としての運用を再開し、以降は継続して展望目的での利用が可能となっている。
2022年（令和4年）2月28日にはロシアによるウクライナへの侵攻をめぐりウクライナへの連帯を示すとして、第一本庁舎がウクライナ国旗を表す青色と黄色にライトアップされた。

## 旧東京都庁舎・丸の内庁舎
東京府庁舎は1871年から1894年まで東京府東京市麹町区（現在の東京都千代田区）内幸町一丁目（1872年まで幸橋門内と称した）に置かれ、1894年に東京市麹町区有楽町二丁目（1929年に麹町区丸ノ内三丁目に改編、現在の千代田区丸の内三丁目）に妻木頼黄設計による赤煉瓦二階建て、ドイツ風の庁舎が完工し、移転した。また、東京市庁舎は、1898年に、府庁舎内に開設された（それまでは東京府知事が東京市長を兼ねており、特に市庁舎は無かった）。その後、業務の拡大と共に、敷地内に分庁舎が数棟建てられている。
第二次大戦中の1943年7月1日に、東京府と東京市が廃止され、東京都が設置された。したがって、赤煉瓦の東京府庁舎が、初代の東京都庁舎ということになる。この建物を含む県庁の建物の一部は戦災で焼失した。以降は辛うじて焼失を免れた日本赤十字社庁舎を仮都庁舎とした。
戦後、1950年に都議会議事堂が竣工したのに続き、赤煉瓦の庁舎の跡地に建てられた第一庁舎（旧庁舎、丸の内庁舎）は、指名設計競技によって（現庁舎と同じく）丹下健三の案が選ばれ、1957年2月22日に落成した。モダニズムの典型的な作例で、開放的なピロティなど、ル・コルビュジエ的な要素を使いつつも、その作品とは異なり、鉄骨・ガラスといった近代的素材を多用して、一般に「軽さ」を表現しているといわれる。地上8階建て、横長の建物で、新都庁舎が持つ強烈な象徴性（モニュメンタリティ）とは比較できないものの、立面の美しさや構造の独創性（コア・システム）などの点から、丹下健三の代表作の一つとされている。さらに、1階正面ロビー壁面には岡本太郎による7×6メートルの陶板レリーフ「日の壁」、中2階には岡本による陶板レリーフ「月の壁」が設置された。
1950年代末の当時においては、オフィスビル（または地方公共団体の庁舎）のモデルケースとしての意味も持っていた。都庁の新宿移転によりその用途がほぼ完全に失われること、都心の一等地であり再開発して土地を有効活用する必要があったこと、また、モダニズム建築の価値が評価される時期ではなかったこと（建設後30年強に過ぎず、歴史が浅かった）などから、当初から建物の保存は真剣に考慮されてはいなかった。
旧都庁舎のうち、線路の西側にあった第一庁舎やその他の庁舎はすべて解体され、跡地は東京国際フォーラム（ラファエル・ヴィニオリ設計、1996年完工）となっている。
一方、線路の東側にあった第二庁舎は解体され跡地は鍛冶橋駐車場の敷地となっているほか、第三庁舎の建物は豊田通商東京本社に転用されたあと（2010年品川に移転）、住友不動産丸の内ビルを経て、警視庁丸の内警察署の仮庁舎としても使用された（17階建て高さ67.25m）。第六庁舎跡地は1997年に阪急電鉄に土地を貸し付け、プレハブ建の仮設劇場「TAKARAZUKA1000days劇場」が竣工し、1998年1月から2000年12月末まで建替によって閉場した先代・東京宝塚劇場に代わり宝塚歌劇の公演が行われた。その後更地に戻す契約であったが、都側の意向により建物が継続使用となり、住友不動産へ譲渡され、ショッピングセンター形態の「有楽町インフォス」となり、同年11月に1F-3Fに無印良品の旗艦店となる「無印良品 有楽町」、1Fにソフマップ（その後ビックカメラ有楽町店別館に改装）が開店した。2011年9月ビックカメラ有楽町店別館跡地に有楽町ロフトが開店した。2017年度都市計画決定に向けて有楽町駅周辺開発事業として国家戦略特区の事業に指定され、MICEを中心とした再開発事業が行われる予定となっているが、その後も同建物には2019年にラグビーワールドカップと東京2020大会に向けたスポーツ拠点・東京スポーツスクエアが設けられていた。
旧庁舎前のシンボルであった太田道灌の銅像は、現在も東京国際フォーラムのガラス棟に設置されている。「日の壁」「月の壁」は作品の材質や傷みを理由にいったんは廃棄が決まり、岡本も了承したが、瀬木慎一らが反対したため、最終的に岡本が個人的に引き取った。

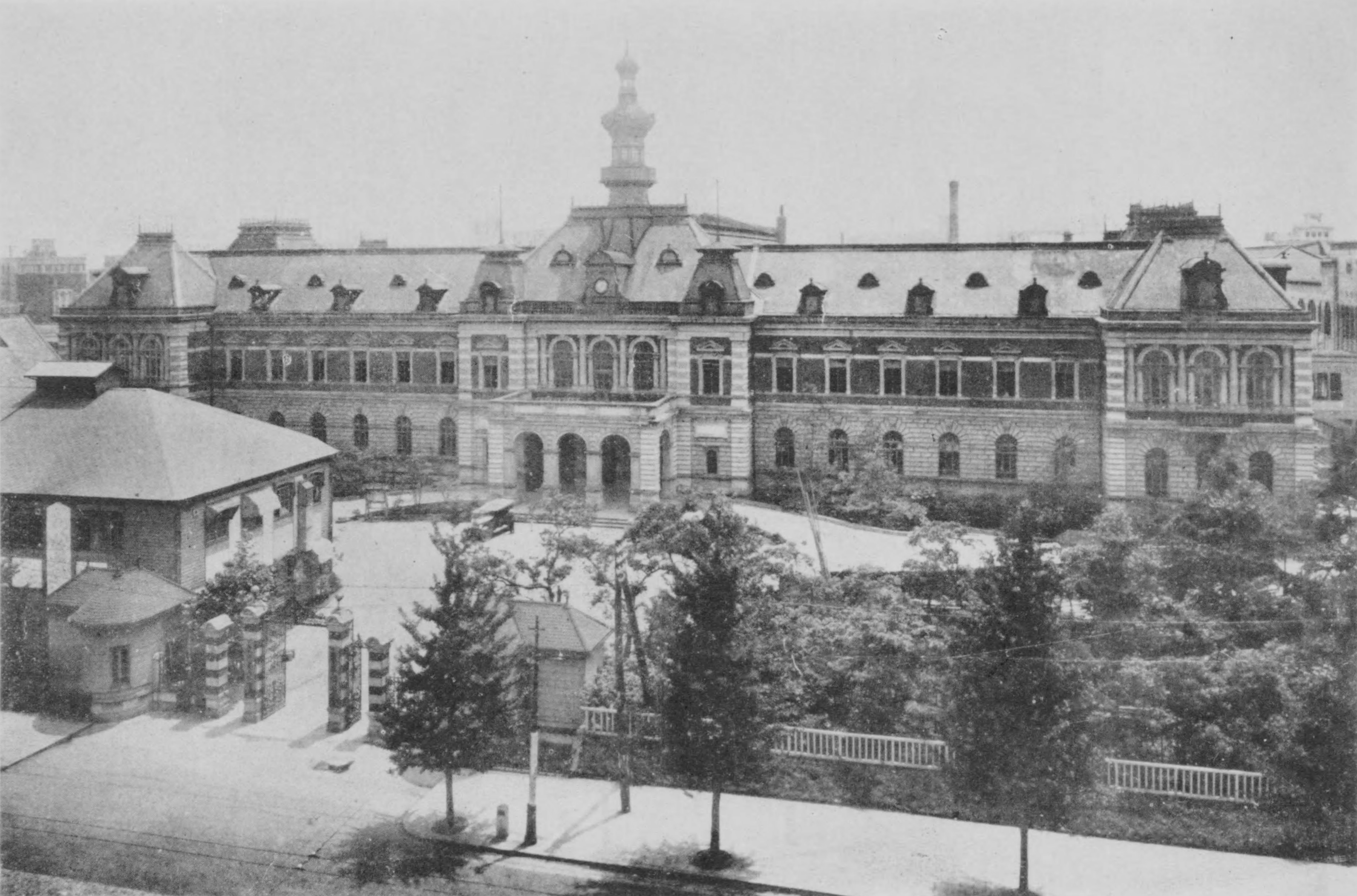
妻木頼黄設計の東京府庁・東京市役所の合同庁舎（1930年代）
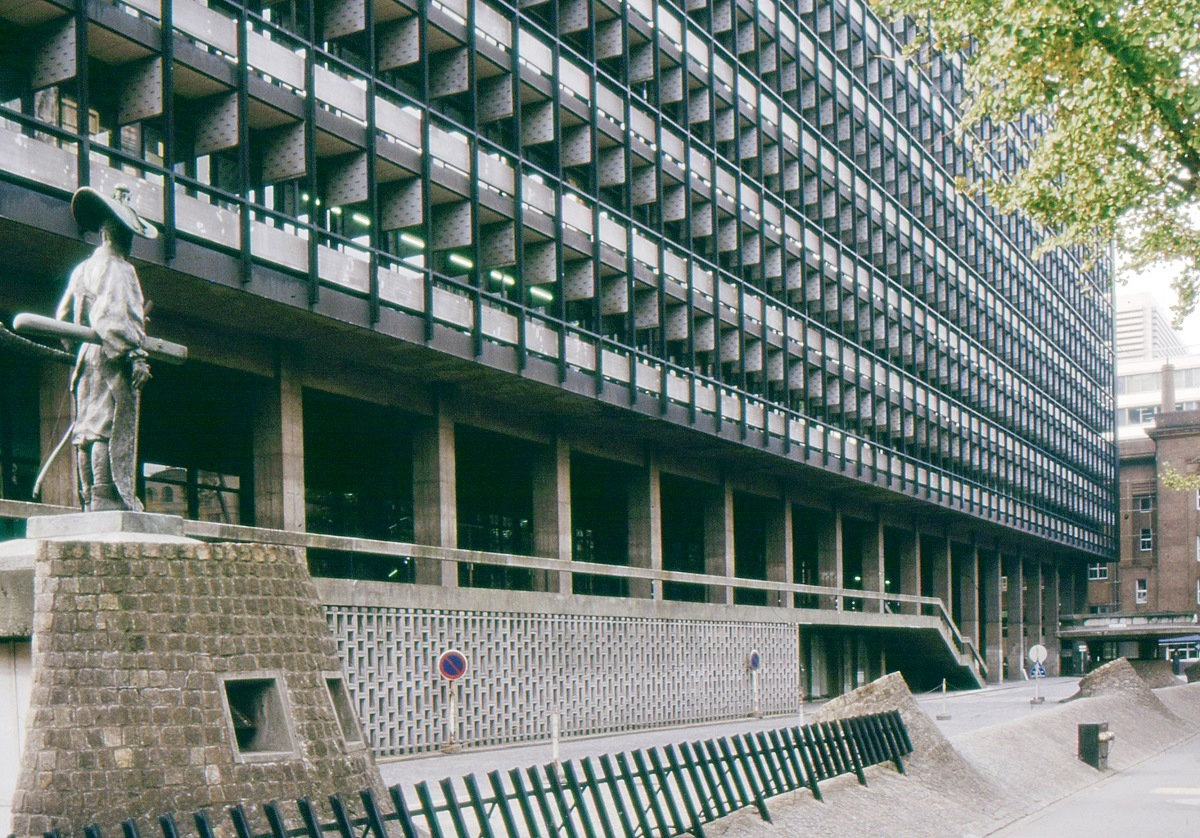
旧庁舎入口と太田道灌銅像（1979年3月3日）
東京国際フォーラムに設置された太田道灌銅像（2013年7月6日）

## 登場作品

### 映画
『ゴジラVSビオランテ』
劇中に建設中の第一本庁舎が登場している。
『国防挺身隊』
第2話に反政府ゲリラの超巨大要塞として第一本庁舎が登場する。女活動員のリモコン操作で稼動し、頂上のレーザー砲で皇居を攻撃。原口の姉であった女活動員の死後、巨大な「姉さんの墓」に改造された。
『ゴジラvsキングギドラ』
劇中でゴジラとメカキングギドラの決戦の舞台になり、都議会議事場・第二本庁舎もろとも破壊された。
『東京原発』
放射性廃棄物を満載したトレーラーが第一本庁舎に突入しかける。
『モスラ3 キングギドラ来襲』
キングギドラの引力光線で第二本庁舎が攻撃された。
『妖怪大戦争』
人間の憎しみの世界を恨む妖怪軍団の飛行船が、東京を攻撃する際に第一本庁舎の屋上で止まった。
『20世紀少年』
巨大ロボットに仕掛けられた爆弾の爆発（恐らく核爆発）の巻き添えを喰らい、大爆発した。
『THE NEXT GENERATION パトレイバー 首都決戦』
テロリストの操縦するAH-88J2改 グレイゴーストのロケット弾攻撃により被害を受ける他、都庁の上空で陸上自衛隊のAH-1S コブラとグレイゴーストによる攻撃ヘリコプター同士の空中戦が行われる。
『シン・ゴジラ』
巨大不明生物（ゴジラ第二形態）が大田区に上陸し被害を出している中、災害対策本部で都知事が自衛隊に出動要請を出す。
『翔んで埼玉』
都庁に押し寄せる埼玉県人、千葉県人、デコトラ、デコバイクとそれを防ぐ東京の機動隊が衝突するシーン。東京ロケーションボックスの支援により、史上初、都庁前の道路を全面封鎖し、3日間でのべ1000人を超えるエキストラが参加する大規模ロケを行った。

### テレビドラマ
『鳥人戦隊ジェットマン』、『恐竜戦隊ジュウレンジャー』
いずれもOPの背景として登場。
『S.W.A.T. (テレビドラマ)』
シーズン3第13話にて都議会議事堂が警視庁庁舎として登場。撮影は都民広場で行われ、実際の都議会議事堂が使用された。

### 小説
『シム・フースイ Version3.0：新宿チャンスン』
建築工事中に起こった怪事件。
『都庁爆破!』
高嶋哲夫著。都庁を標的にしたテロリストとの闘いを描く。2018年1月2日には特別新春企画としてTBSテレビでテレビドラマ化された。

### 漫画・アニメ
『ウィッチハンターロビン』
夕方の背景として登場。
『邪眼は月輪に飛ぶ』
ミネルヴァ掃討作戦の本部が置かれた。
『素敵探偵☆ラビリンス』
新都に首都機能が移動する前の「壊滅する前」東京の様子に東京都庁第一本庁舎が表れた。他にも東京タワーや中央線E233系、首都高速など東京（アニメでは「旧都」と称している）壊滅前の様子が鮮明に現れている。
『クレヨンしんちゃん アクション仮面VSハイグレ魔王』
地球を侵略しようとするハイグレ魔王が、宇宙船を都庁に着陸・変形させて本拠地にした。しんちゃんこと野原しんのすけがハイグレ魔王をやっつけるために活躍するシーンにおいて、東京都庁の建物の様子が明確に描かれている。
『岸和田博士の科学的愛情』
研究所と全ての科学兵器を失った岸和田博士の最終兵器として登場。飛行機能や巨大ロボット「都庁ロボ'98」への変形機能を有するほか、内部には因果律を操作できる「スイッチルーム」が設けられている。
『ケロロ軍曹』
主人公のケロロの友人であるコゴローが、初登場話の終盤で妹のラビーと共に立ち寄っている。
『こちら葛飾区亀有公園前派出所』
主人公の両津勘吉が強風に煽られたプテラノドンの模型を阻止しようと乗って突っ込んでしまい、「都民税を払いに来ました」と言った。
『こどものおもちゃ』
主人公の倉田紗奈が授業で社会見学のために訪れ、展望台で羽山にジュースをかけてファーストキスを奪われる。
『デジモンテイマーズ』
山木管制室長率いる「情報管理局」が設置されている。
『デジモンセイバーズ』
背景として登場。
『天空のエスカフローネ』
劇場版で、主人公の神崎ひとみが乗る電車から見える遠景に登場。
『勇者王ガオガイガーFINAL』
レプリ地球・新宿に存在する、いわば「レプリ東京都庁舎」として登場。レプリ新宿を舞台に、死闘を繰り広げたジェネシック・ガオガイガーとパルパレーパ・プラジュナーの戦闘の最中、ポイズンソリッドを喰らったジェネシックが墜落し、破壊されている（ちなみに、この複製は無人であることを除けば、本物の地球と寸分違わない）。
『機動武闘伝Gガンダム』
廃墟化しているネオ新宿エリアにそのままの姿で建っていたが、地下に潜んでいたデビルガンダムが復活する際、真っ二つに引き裂かれて倒壊する。
『はいぱーぽりす』
アニメで背景として登場。原因は不明だが、破壊されて廃墟と化している。
『ストリートファイターZERO』
新宿でベガとの最終決戦に挑んだリュウが、庁舎の内部から上空まで上昇する真空竜巻旋風脚を経ての真・昇龍拳をベガに撃ち込む。この最終決戦の結果、庁舎も含めて新宿の各所は瓦礫の山と化した。
『残響のテロル』
連続爆弾テロ犯スピンクスこと主人公2人組の第一のターゲットとして南展望台が爆破され、40階以上が倒壊、焼失した。
『LEGEND OF BASARA』
物語開始前に起きた天変地異で廃墟と化した姿を、主人公の更紗に目撃されている。
『攻殻機動隊 S.A.C. 2nd GIG』
第六話に登場。作中世界では東京は核攻撃によって水没しており、都庁舎も下半分が水に浸かった姿となっている。地下に隠されている新宿原発を、トグサが発見する。
『ひだまりスケッチ×365』
第9話Bパートにて、劇中で岸麻衣子が監督した映画『裏新宿の狼』のラストシーンで炎上している。
『アクティヴレイド -機動強襲室第八係- 2nd』
第6話に登場。流砂でビル群の一部が泥に沈む災害「第三次流砂現象」を経た作中世界の2035年現在では老朽化も重なり、解体中となっている。巨大怪獣ルドラの立体映像に連動する形で、テロリストに爆破される。
『シティーハンター2』
エンディング映像は当時の新宿の実写風景であり、都庁舎を建設中のクレーンなどが映り込んでいる。
『機動警察パトレイバー 2 the Movie』
劇場パンフレットやDVD版パッケージなどのキービジュアルで都庁舎と戦車が登場している。

### ゲーム
『ソニックウィングス』
日本ステージで第一本庁舎が登場。建物の中からボスが壁をビームで破壊しながら出現。2本のタワーの上部が破壊可能でアイテムが出る。
『ドラッグオンドラグーン』
ラスボスのステージの背景として登場。
『プロジェクト東京ドールズ』
ピグマリオンの侵食を受けて「アタラクシア」という名の建造物に変貌する。
『メタルブラック』
ステージ1のボス戦の背景として登場。
『R-TYPE Δ』
ステージ1前半の背景として登場。
『THE IDOLM@STER』
2作目の背景として登場。
『東京魔人學園剣風帖』
物語のクライマックスで大きな役割を果たす。
『真・女神転生』
東京水没後、神陣営と悪魔陣営のボスたちがそれぞれのタワーを占拠し睨み合う。
『真・女神転生II』
条件を満たすと入れる隠しダンジョン。マップは前作とほぼ共通。
『神獄塔 メアリスケルター』
リメイク版にて追加される隠しダンジョン。逃亡したナイトメアを追ってジェイルと化した都庁内部を探索する中、とある人物と「再会」する。